# Crapatalus
Crapatalus és un gènere de peixos marins de la família dels leptoscòpids i de l'ordre dels perciformes.

## Etimologia
Crapatalus deriva del mot grec krapatalos, -on (una moneda imaginària de la mitologia grega emprada a l'infern).

## Distribució geogràfica
Es troba a l'Índic oriental (des de Nova Gal·les del Sud fins a Tasmània, el sud de Victòria i Austràlia Occidental a Austràlia, incloent-hi l'estret de Bass) i el Pacífic sud-occidental (Nova Zelanda).

## Cladograma
| Crapatalus | \| \| Crapatalus angusticeps (Hutton, 1873)[22] \| \| \| \| \| \| Crapatalus munroi (Last & Edgar, 1987)[23] \| \| \| \| \| \| Crapatalus novaezelandiae (Günther, 1861)[24][25][26][27][28][29][30][31][32] \| \| \| \| |
|            | \| \| Crapatalus angusticeps (Hutton, 1873)[22] \| \| \| \| \| \| Crapatalus munroi (Last & Edgar, 1987)[23] \| \| \| \| \| \| Crapatalus novaezelandiae (Günther, 1861)[24][25][26][27][28][29][30][31][32] \| \| \| \| |
|            | Leptoscopus |
|            | |
|            | Lesueurina |
|            | |
|            | Crapatalus angusticeps (Hutton, 1873) |
|            | |
|            | Crapatalus munroi (Last & Edgar, 1987) |
|            | |
|            | Crapatalus novaezelandiae (Günther, 1861) |
|            | |

|  | Crapatalus angusticeps (Hutton, 1873)     |
|  |                                           |
|  | Crapatalus munroi (Last & Edgar, 1987)    |
|  |                                           |
|  | Crapatalus novaezelandiae (Günther, 1861) |
|  |                                           |